# Dörnthaler Ölmühle

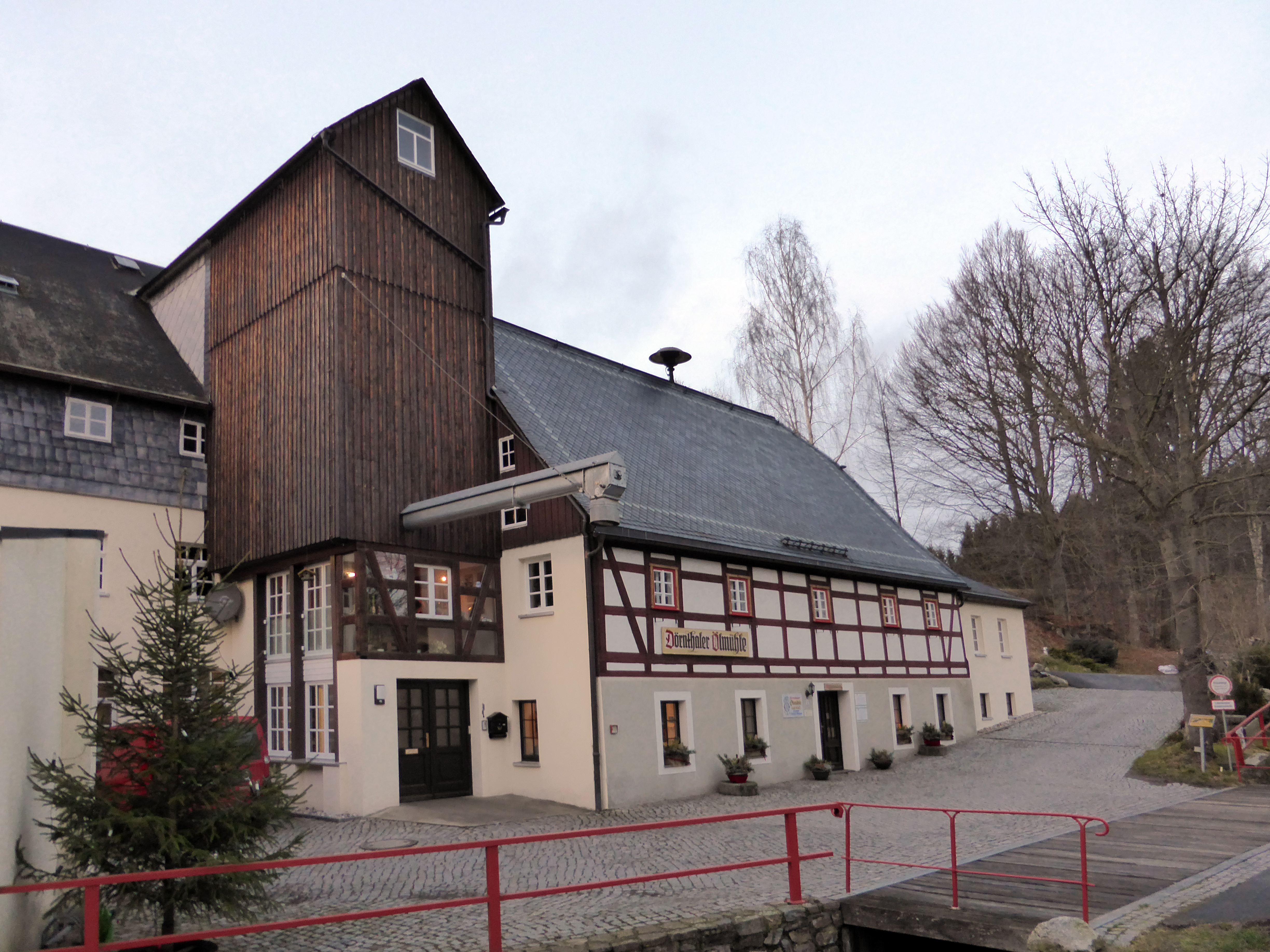
Die Dörnthaler Ölmühle

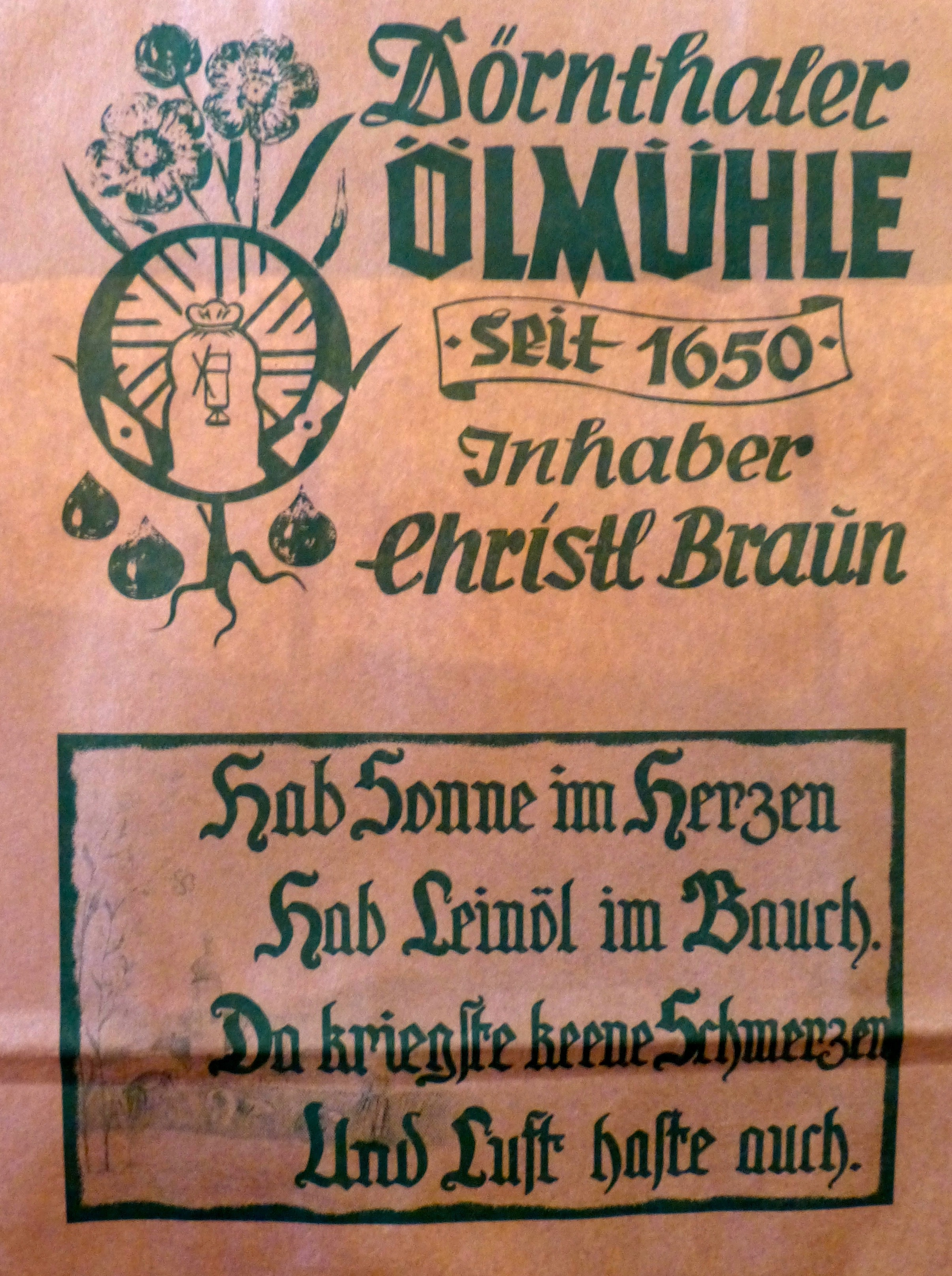

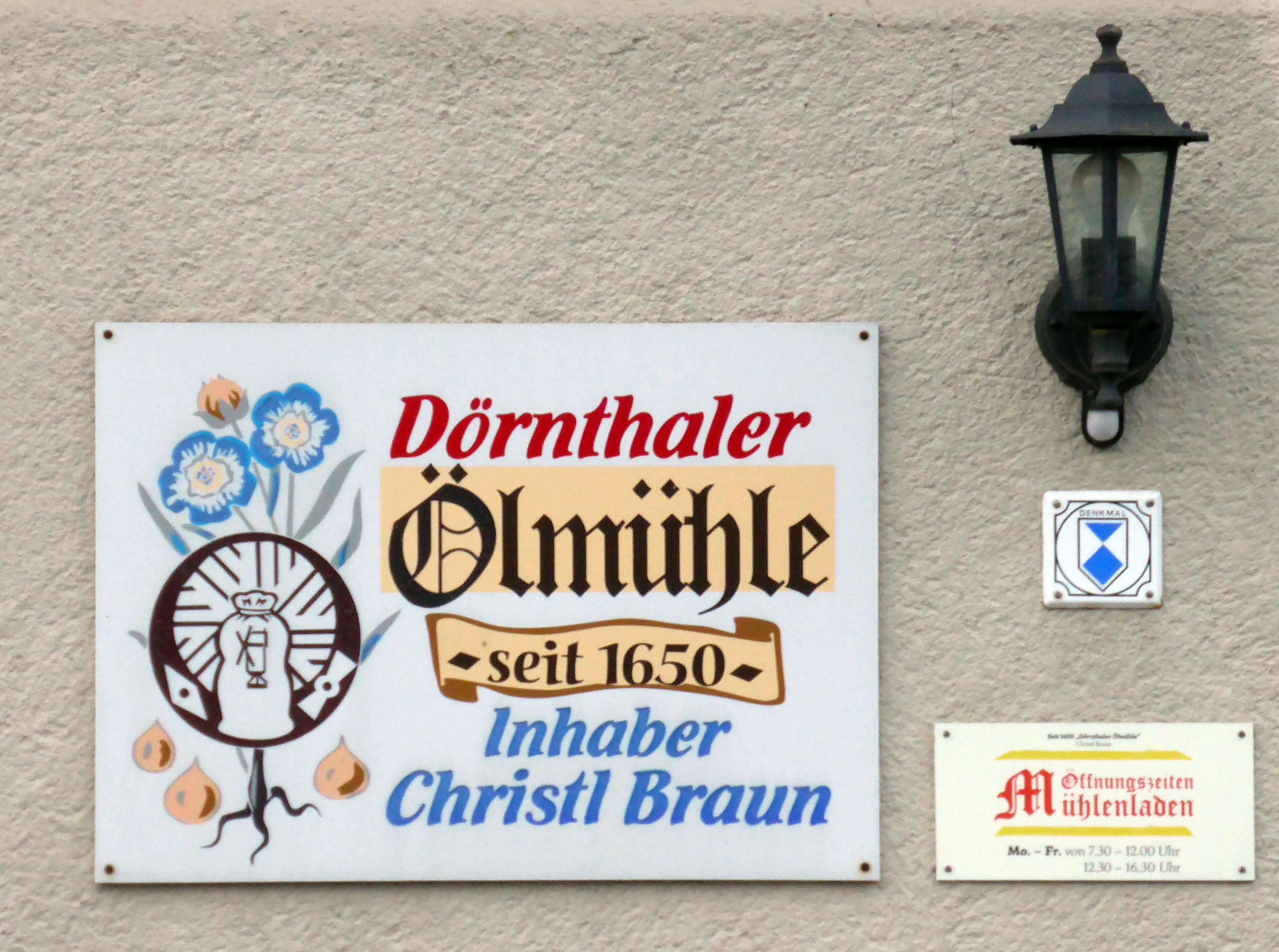
Firmenschild der Ölmühle

Die Dörnthaler Ölmühle produziert im Olbernhauer Ortsteil Dörnthal seit mindestens 1650 durchgängig Pflanzenöle, hauptsächlich Leinöl. Sie gilt als die älteste noch produzierende Ölmühle Deutschlands. Die Mühle gehört zu insgesamt elf Getreide- und Ölmühlen, die sich seit dem 17. Jahrhundert im Ort ansiedelten und vom Wasser des Dörnthalbaches angetrieben wurden. Von diesen Mühlen existieren heute nur noch die Ölmühle und die 150 m östlich davon gelegene Braun Mühle, eine Getreidemühle, in der außer der Mühle ein Restaurant und eine Kleinbrauerei untergebracht sind.
Die Dörnthaler Ölmühle steht seit 1993 unter Denkmalschutz und gehört seit 2019 zur Pufferzone des UNESCO-Welterbes Montanregion Erzgebirge/Krušnohoři.

## Geschichte
Erstmals wurde die Ölmühle am 2. Dezember 1650 urkundlich erwähnt, als der Müller Christoph Morgenstern seinen fälligen Mühlzins entrichtete. Die Mühle, die zu dem oberhalb gelegenen Bauernhof Böhme gehörte, war jedoch vermutlich etliche Jahre älter. Unmittelbar nach Ende des Dreißigjährigen Krieges, verbunden mit großer Armut und mit verheerenden Zerstörungen, Plünderungen und Brandschatzungen in Dörnthal durch die kaiserlichen und schwedischen Truppen, die auch das Gut Böhme betrafen, war der Neubau einer Mühle eher nicht wahrscheinlich, so dass die Mühle vermutlich schon vor Beginn des Dreißigjährigen Krieges errichtet wurde.
Im Jahr 1806 wurde die Mühle dem Bauernhof Böhme abgekauft. Der neue Besitzer errichtete am Ufer des Dörnthalbaches ein massives Mühlengebäude. Das zweistöckige Fachwerkhaus mit schiefergedecktem Krüppelwalmdach beherbergt bis heute die Ölmühle. Die Ölmühle wurde durch ein Wasserrad angetrieben. In den folgenden Jahrzehnten wechselte sie mehrfach den Besitzer. 1873 kaufte Ernst Moritz Schneider die Mühle für 2500 Taler. Um die Arbeit zu erleichtern, wurde um die Jahrhundertwende ein wasserkraftbetriebener Lastenfahrstuhl in das Gebäude eingebaut, der auch gegenwärtig noch in Betrieb ist. Das Leinöl wurde um die Jahrhundertwende bis in die 1940er Jahre mit einem Stampfwerkes gewonnen.
Am 30. Januar 1934 kaufte Gustav Braun für 6.500 Rentenmark die Ölmühle. Seit dieser Zeit ist sie im Familienbesitz der Familie Braun. Direkt nach dem Erwerb wurde die Mühle umfassend saniert. Das Wasserrad wurde durch eine effizientere Ossberger- und Francis-Turbine ersetzt, das Mühlengebäude bis 1938 erweitert. Eine weitere Expansion verhinderten der Ausbruch des Zweiten Weltkrieges und der damit verbundene Rohstoff- und Arbeitskräftemangel.
1948 wurden die Ölpressen grundlegend saniert. In den 1950er Jahren schlossen viele privatwirtschaftlich geführten Mühlen in der DDR oder wurden verstaatlicht. Nach dem Tod von Gustav Braun führte sein Sohn Heinz Braun die Mühle weiter und investierte in die Technik und richtete die Produktion der Mühle auf die Herstellung von kaltgepresstem, nativem Leinöl aus. Das alte Stampfwerk wurde durch Seiher-Schneckenpressen ersetzt, die in Deutschland seit 1900 verbreitet in Ölmühlen eingesetzt werden. Die alte Wasserkraftanlage und der Transmissionsantrieb über mehrere Etagen der Mühle blieben erhalten und wurden ständig überholt und modernisiert.
Nach dem Tod von Heinz Braun übernahm 1982 die älteste Tochter Christl Braun den Mühlenbetrieb. Nach der Wiedervereinigung brach zunächst der Absatz von Leinöl zusammen, da der Hauptabnehmer des Leinrohöls, eine Margarinefabrik, nicht mehr rentabel war und geschlossen wurde. Begünstigt durch die steigende Nachfrage nach naturbelassenen Pflanzenölen zu Beginn des 21. Jahrhunderts konzentrierte man sich seitdem auf die Herstellung von hochwertigen kaltgepressten Pflanzenölen in Bioqualität.

## Rohstoffe
Bis ins 20. Jahrhundert wurde die Leinsaat in der unmittelbaren Umgebung der Mühle angebaut. Nachdem in den 1980er Jahren bekannt wurde, dass die Böden in der Umgebung von Freiberg durch Immissionen der metallverarbeitenden Industrie erhöhte Schwermetallgehalte aufweisen, musste auf den Einsatz von einheimischen Leinsamen verzichtet werden, weil sie nicht den Standards für Lebensmittel entsprachen. Bis zum Ende der DDR bezog die Mühle die Rohstoffe aus Kanada.
Seit einigen Jahren erhält die Ölmühle Bio-zertifizierte Leinsaaten aus Kasachstan, die mit Lastkraftwagen angeliefert werden. Die Rohstoffkosten haben sich 2022 infolge des Ukraine-Krieges bedeutend erhöht.

## Produktion

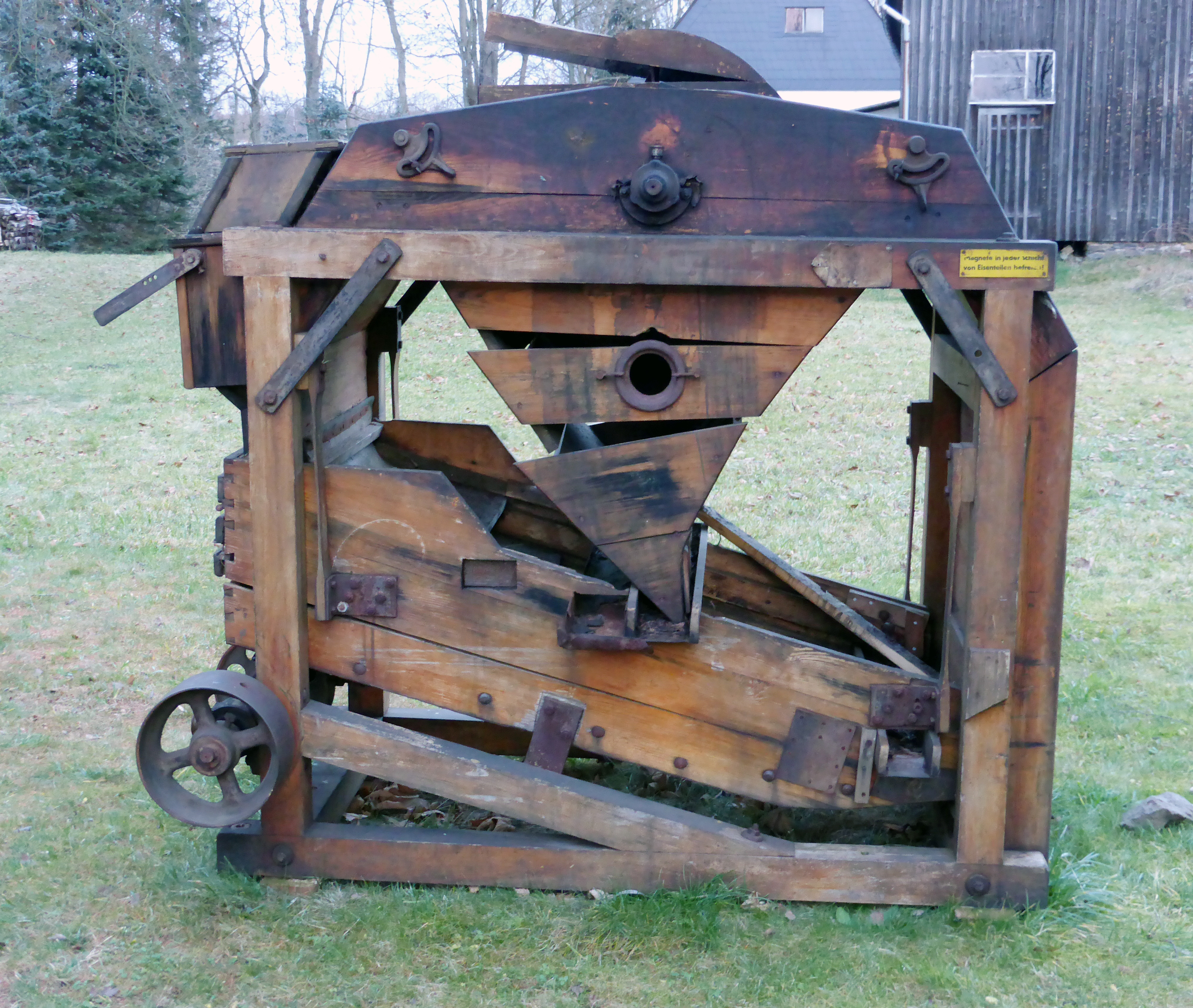
Alte Siebmaschine vor der Ölmühle

Nach der erfolgten Qualitätskontrolle werden die Leinsaaten in einer Seiher-Schneckenpresse angequetscht, das Trüböl in einem Rührkessel schonend vorgewärmt und anschließend in zwei Pressen, die aus den 1940er Jahren stammen, ausgepresst. Der dabei entstehende Presskuchen wird aufgefangen, getrocknet und zum Teil später aufgemahlen.
Das so gewonnene Leinrohöl wird anschließend geklärt, jedoch nur der Verkaufsoptik wegen in den Filterpressen gereinigt. Etliche Privat- und Geschäftskunden beziehen auch ungefiltertes, naturtrübes Leinöl, bei dem sich nach längerer Standzeit feine Bestandteile am Boden der Flaschen absetzen. Täglich werden in der Dörnthaler Mühle 10 Tonnen Leinsaat in einem Drei-Schicht-System zu 3000 Liter Leinöl verarbeitet.

## Produkte

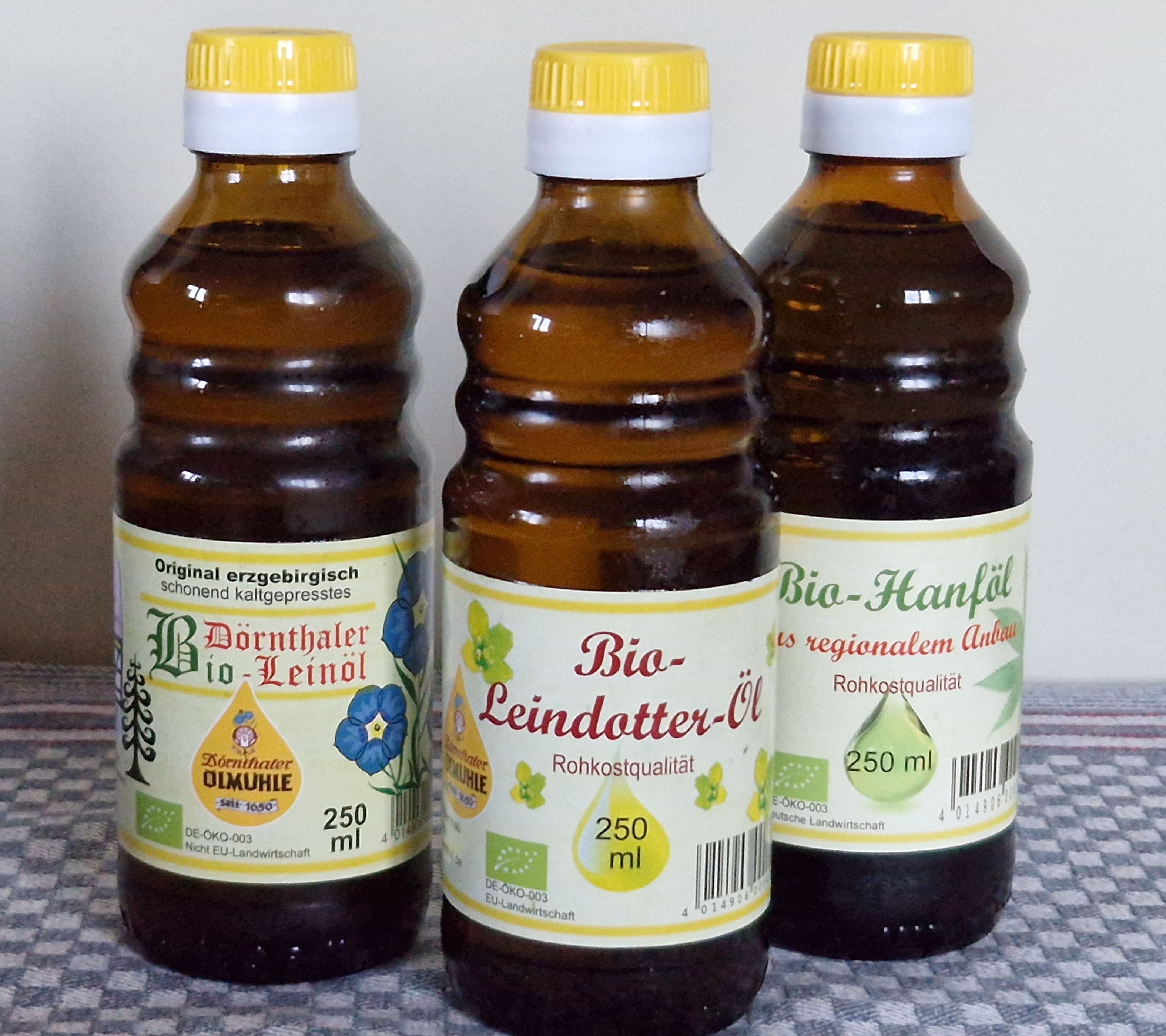
Lein-, Leindotter- und Hanföl aus der Dörnthaler Ölmühle

In der Dörnthaler Ölmühle wurden zunächst einheimische Ölsaaten, vor allem Leinsaaten verarbeitet. Leinöl gehörte im Erzgebirge zu den Grundnahrungsmitteln insbesondere der ärmeren Bevölkerung und war Bestandteil der traditionellen Speise Quark mit Leinöl. In den 1930er Jahren kostete ein Liter Leinöl zehn Pfennig.
In der DDR wurde das Leinöl in Kesselwagen nach Wittenberge transportiert und im VEB Kombinat Öl und Margarine zur Herstellung von Margarine verwendet. Nach der Wiedervereinigung brach der Absatz von Margarine zusammen. Von der Inhaberin der Ölmühle wurde nach neuen Produkten und Vertriebswegen gesucht. Man konzentrierte sich fortan auf die Herstellung von qualitativ hochwertigen, kaltgepressten Ölen in Bioqualität.
Neben der Herstellung von kaltgepressten Leinölen wird in der Dörnthaler Ölmühle auch Schwarzkümmel-, Hanf-, Leindotter-, Raps- und Kokosöl hergestellt. Die Öle und die Ölsaaten werden in der Mühle direkt vertrieben. Lokale Einzelhändler und Gastronomiebetriebe, u. a. die Braun Mühle, werden ebenfalls von der Ölmühle beliefert. Leinöl aus Dörnthal wird in der Industrie gegenwärtig außerdem als Basis von Malfarben und Linoleum sowie als Holzschutzmittel verwendet.
Der Leinpresskuchen bzw. der gemahlene Leinschrot wird in der Landwirtschaft als Futtermittelzusatz für Rinder und Kleintiere geschätzt.